# Diecezja Amiens
Diecezja Amiens (łac. Diœcesis Ambianensis) – diecezja Kościoła rzymskokatolickiego w północnej Francji, w metropolii Reims. Powstała w III wieku, zaś swój obecny kształt terytorialny uzyskała w 1822 roku. Główną świątynią diecezji jest wpisana na listę światowego dziedzictwa UNESCO katedra w Amiens. Z kolei bazylika w Albert posiada status bazyliki mniejszej.

## Biskupi
- biskup diecezjalny: Gérard Le Stang